# Флорінда (Вінтергальтер)
Флорінда — картина німецького художника Франца Ксавера Вінтергальтера. Написана олією на полотні, технікою олійного живопису. Була завершена у 1853 році. Зараз зберігається в Музеї мистецтва Метрополітен у Нью-Йорку, де експонується.
Картина зображує легенду про вестготського короля Родеріха (на картині зліва, серед дерев), який спостерігає за дівчиною на ім'я Флорінда ла Кава та іншими придворними дівчатами, поки вони купаються в саду в Толедо, щоб визначити серед них найвродливішу. Після того як Родеріх обирає Флорінду і залицяється до неї, її батько мститься королю, закликаючи маврів до вторгнення на Піренеї.
Картина, що зберігається в Нью-Йорку, є копією твору, який зберігається в Осборн-гаузі і був подарований королевою Вікторією своєму чоловікові, принцу-консорту Альберту, з нагоди його дня народження у 1852 році.